# Frans Hombörg
Franciscus (Frans) Hombörg (Amsterdam, 11 juni 1898 – aldaar, 17 december 1943) was een Nederlands voetballer die als linksbuiten uitkwam voor Blauw-Wit. In juni 1929 kwam hij tweemaal uit voor het Nederlands voetbalelftal in vriendschappelijke wedstrijden tegen Zweden (6-2 nederlaag) en Noorwegen (4-4). Hombörg mistte deze wedstrijden in Scandinavië nog bijna omdat hij geen vrij van zijn werk kon krijgen. Ook kwam hij uit voor het Amsterdams elftal en was hij bestuurslid bij Blauw-Wit. Hij was meer dan twintig jaar werkzaam als controleur bij vliegtuigfabrikant Fokker. Hombörg overleed na een kort ziekbed op 45-jarige leeftijd in het ziekenhuis in de Ter Haarstraat in Amsterdam.